# Gunung Ungaran
Gunung Ungaran är ett berg i Indonesien.   Det ligger i provinsen Jawa Tengah, i den västra delen av landet, 400 km öster om huvudstaden Jakarta. Toppen på Gunung Ungaran är 2 050 meter över havet.
Terrängen runt Gunung Ungaran är huvudsakligen kuperad, men åt nordost är den bergig. Gunung Ungaran är den högsta punkten i trakten. Runt Gunung Ungaran är det tätbefolkat, med 636 invånare per kvadratkilometer. Närmaste större samhälle är Ungaran, 7,9 km nordost om Gunung Ungaran. Omgivningarna runt Gunung Ungaran är en mosaik av jordbruksmark och naturlig växtlighet.